# Hubba Bubba
Hubba Bubba er et mærke af tyggegummi, der oprindeligt blev produceret af Wm. Wrigley Jr. Company, sin i dag er et datterselskab af Mars Incorporated, i USA. Det blev introduceret i 1979 og bliver i dag produceret i adskillige lande verden over. Tyggegummiet har sit navn fra frasen "Hubba Hubba" som militærpersoner under anden verdenskrig brugt til at udtrykke, at de var enige. Mærkets salgspunkt er, at det er mindre klæbrigt end andre typer tyggegummi, og tyggegummibobler, der er bristet, er således nemmere at få af huden. 
Den første udgave af Hubba Bubba, der blev produceret med den traditionelle tyggegummismag, bliver ofte omtalt som originalen, men der er blevet produceret forskellige smagsvarianter rundt om i verden. Mange af disse er baseret på frugt.